# Harry Whittle
Harry Whittle (né le 2 mai 1922 à Bolton et mort le 11 mai 1990 dans cette même ville) est un athlète britannique, spécialiste du 400 mètres haies. 

## Biographie
Il participe aux Jeux olympiques de 1948, à Londres. Demi-finaliste du 400 m haies, il se classe septième du concours du saut en longueur avec la marque de 7,03 m.
Il remporte la médaille de bronze du 400 m haies lors des championnats d'Europe de 1950, à Bruxelles, devancé par l'Italien Armando Filiput et le Soviétique Yury Lituyev. 
Il se classe cinquième du 400 m haies lors des Jeux olympiques de 1952, à Helsinki.

### Palmarès
| Date | Compétition           | Lieu      | Résultat | Épreuve          | Performance |
| ---- | --------------------- | --------- | -------- | ---------------- | ----------- |
| 1948 | Jeux olympiques       | Londres   | 7e       | Saut en longueur | 7,03 m      |
| 1950 | Championnats d'Europe | Bruxelles | 3e       | 400 m haies      | 52 s 7      |
| 1952 | Jeux olympiques       | Helsinki  | 5e       | 400 m haies      | 53 s 1      |

### Records
| Épreuve          | Performance | Lieu | Date |
| ---------------- | ----------- | ---- | ---- |
| 400 m haies      | 52 s 4      |      | 1953 |
| Saut en longueur | 7,25 m      |      | 1947 |